# Colibri du Guerrero
Eupherusa poliocerca
Espèce
Statut de conservation UICN

 NT A2c+3c+4c;B1ab(i,ii,iii,v) : Quasi menacé
Statut CITES
Le Colibri du Guerrero (Eupherusa poliocerca) est une espèce de colibris de la sous-famille des Trochilinae.

## Distribution
Le Colibri du Guerrero est endémique du Mexique (États de Guerrero et l'Ouest d'Oaxaca).

Carte de répartition de l'espèce